# إرهاب يساري
الإرهاب اليساري أو إرهاب اليسار المتطرف، الذي يطلق عليه أحيانًا الإرهاب الماركسي اللينيني أو الإرهاب الثوري/ اليساري، هو إرهاب يهدف إلى الإطاحة بالأنظمة الرأسمالية واستبدالها بالمجتمعات الماركسية اللينينية أو الاشتراكية. يحدث الإرهاب اليساري أيضًا داخل الدول الاشتراكية فعليًا كنشاط ضد الحكومة الحاكمة الحالية. اتخذ هذا النوع من الإرهاب مظاهر حية في جميع أنحاء العالم، قدمت ديناميكيات متباينة وعلاقات مع الحكومات الوطنية والاقتصادات السياسية.
اختفت معظم الجماعات الإرهابية اليسارية التي كانت تعمل في السبعينيات والثمانينيات بحلول منتصف التسعينيات. كان الاستثناء الوحيد هو المنظمة الثورية اليونانية في 17 نوفمبر (N17)، والتي استمرت حتى عام 2002. ومنذ ذلك الحين، كان الإرهاب اليساري ضئيلًا في العالم الغربي مقارنة بالأشكال الأخرى، إذ نفذته في الغالب جماعات متمردة في العالم النامي.

## الإيديولوجيا
تأثر الإرهابيون اليساريون بتيارات شيوعية واشتراكية مختلفة، بما في ذلك الماركسية. قتلت نارودنايا فوليا، وهي جماعة إرهابية من القرن التاسع عشر، القيصر الروسي ألكسندر الثاني عام 1881 وطوّرت مفهوم دعاية الفعل والتي كان لها تأثير كبير.
وفقًا لسارة بروكهوف وتيم كريجر ودانييل ميريكس، لدى الإرهاب اليساري دوافع إيديولوجية، بينما كان للإرهاب القومي الانفصالي دوافع عرقية. وحسب رأيهم، فإن الهدف الثوري للإرهاب اليساري غير قابل للتفاوض بينما كان الإرهابيون القوميون مستعدون لتقديم تنازلات. ويقترح هؤلاء الباحثون أن جمود مطالب الإرهابيين اليساريين قد يفسر افتقارهم إلى الدعم بالنسبة للجماعات القومية. ومع ذلك، أظهر العديد من اليساريين الثوريين تضامنهم مع جماعات التحرر الوطني التي تستخدم الإرهاب، مثل القوميين الإيرلنديين ومنظمة التحرير الفلسطينية وتوباماروس في أمريكا الجنوبية، حيث رأوا أنهم منخرطون في نضال عالمي ضد الرأسمالية. ونظرًا إلى أن المشاعر القومية تتغذى من خلال الظروف الاجتماعية والاقتصادية، فقد أدرجت بعض الحركات الانفصالية «بما في ذلك إيتا والجيش الجمهوري الإيرلندي المؤقت وجيش التحرير الوطني الأيرلندي» الإيديولوجية الشيوعية والاشتراكية في سياساتها.
كتب ديفيد برنانان أن الإرهابيين والمتمردين اليسارين يميلون إلى عدم الانخراط في هجمات عشوائية على الجمهور لأنها لا تتناقض مع المثل الاشتراكية التي يطلقونها من أجل حماية الفئة العاملة فحسب، بل ولأنهم لا يريدون أيضًا تنفير القطاعات العاملة التي يسعون إلى الحصول على دعمها. ويقول الباحثون الآخرون إن الإرهاب اليساري قد لا يكون أقل عشوائية من نظيره اليميني.[تحقق من المصدر]

## ظهور الإرهاب اليساري
تعود جذور الإرهاب اليساري إلى الإرهاب الأناركي في القرن التاسع عشر وأوائل القرن العشرين الذي ظهر خلال الحرب الباردة. تطور الإرهاب اليساري الحديث في ظل حدوث الاضطرابات السياسية لعام 1968. في أوروبا الغربية، تضمنت الجماعات البارزة فصيل الجيش الأحمر الألماني الغربي (RAF) والألوية الحمراء الإيطالية ومنظمة العمل المباشر الفرنسي (AD) والخلايا الشيوعية البلجيكية المقاتلة (CCC). بينما ضمت المجموعات الآسيوية الجيش الأحمر الياباني ونمور تحرير تاميل إيلام، على الرغم من أن المنظمة الأخيرة تبنت فيما بعد الإرهاب القومي. وفي أمريكا اللاتينية، شملت الجماعات التي انخرطت بنشاط في الإرهاب في السبعينيات والثمانينيات من القرن الماضي، الجبهة الساندينية للتحرير الوطني وجماعة الدرب المضيء وحركة 19 أبريل الكولومبية.
وفقًا لبحث نشر عام 2014 من قبل كريستينا كيسكاتوس وآخرين فإن الإرهاب اليساري كان الإرهاب الأكثر انتشارًا في الماضي ولكنه انخفض إلى حد كبير في الوقت الحاضر.

### كندا
كانت جبهة تحرير كيبيك جماعة ماركسية - لينينية نشطة في كندا في الستينيات والسبعينيات من القرن الماضي، شجعت على التمرد الاشتراكي واستقلال كيبيك. وارتبطت هذه الجبهة بأكثر من 160 تفجيرًا وحوادث عنف أخرى أسفرت عن مقتل ثمانية، واختطاف وقتل السياسي من كيبيك بيير لابورت في عام 1970.
قامت المجموعة الإرهابية سكواميش فايف بتفجير محطة دونسمور بي سي هيدرو الفرعية وليتون إندستريز وألقت قنابل حارقة في ثلاثة مواقع في أوائل الثمانينيات، وقد انتهت أنشطتها باعتقال أفرادها في عام 1985.

### الولايات المتحدة
تطورت الجماعات الإرهابية اليسارية الحديثة في الولايات المتحدة من بقايا ويذر أندرغراوند والعناصر المتطرفة من الطلاب من أجل مجتمع ديمقراطي. وبين عامي 1973-1975، كان جيش التحرير السيمبيوني نشطًا، وارتكب عمليات السطو على البنوك والقتل وأعمال العنف الأخرى. وفي أواخر السبعينيات لجأت مجموعات إرهابية أخرى مثل جبهة التحرير العالمية الجديدة الصغيرة إلى التهديدات بالقتل وإطلاق النار من سيارات مارة وزرع قنابل أنبوبية. خلال الثمانينيات، كانت منظمة 19 مايو الشيوعية (M19CO) وجبهة الحرية المتحدة الأقل نشاطًا. بعد عام 1985 وبعد تفكيك الجماعتين، أفادت أحد المصادر بأنه لم تكن هناك أعمال مؤكدة للإرهاب اليساري من قبل مجموعات مماثلة. إذ انخفضت حوادث الإرهاب اليساري في نهاية الحرب الباردة نحو عام 1989، ويرجع ذلك جزئيًا إلى فقدان الدعم للشيوعية.

#### منظمة 19 مايو الشيوعية
كانت منظمة 19مايو الشيوعية (والتي يشار إليها أيضًا باسم تحالف 19مايو الشيوعي) منظمة ثورية مقرها الولايات المتحدة، وقد وصفت نفسها بأنها تشكلت من أعضاء منشقين من ويذر أندرغراوند وجيش التحرير الأسود. اشتق اسم M19CO من أعياد ميلاد هو تشي منه ومالكولم إكس. كانت منظمة 19 مايو الشيوعية نشطة من 1978 إلى 1985، وضمت أيضًا أعضاء من حزب الفهود السود وجمهورية إفريقيا الجديدة (RNA). وفقًا لتقرير حكومي أمريكي صدر عام 2001، كان للتحالف بين جيش التحرير الأسود وأعضاء ويذر أندرغراوند ثلاثة أهداف: تحرير السجناء السياسيين من السجون الأمريكية؛ الثروة الرأسمالية المناسبة (من خلال السطو المسلح) لتمويل عملياتهم؛ الشروع في سلسلة من التفجيرات والهجمات الإرهابية ضد الولايات المتحدة.

### أمريكا اللاتينية
يصف ستيفان م. أوبري عدة منظمات منها الساندينيين وحزب الدرب المضيء وحركة 19 أبريل والقوات المسلحة الثورية الكولومبية (فارك) باعتبارها المنظمات الرئيسة المتورطة في الإرهاب اليساري في أمريكا اللاتينية خلال السبعينيات والثمانينيات. عارضت هذه المنظمات حكومة الولايات المتحدة واستقطبت الدعم المحلي بالإضافة إلى تلقي الدعم من الاتحاد السوفيتي وكوبا.

#### القوات المسلحة الثورية الكولومبية
القوات المسلحة الثورية الكولومبية (فارك) هي منظمة ماركسية لينينية في كولومبيا شاركت في تفجيرات السيارات والقنابل الغازية والقتل والألغام الأرضية والاختطاف والابتزاز وكذلك حرب العصابات والحرب التقليدية. أدرجت كل من وزارة خارجية الولايات المتحدة والاتحاد الأوروبي القوات المسلحة الثورية لكولومبيا - الجيش الشعبي في قائمتها للمنظمات الإرهابية الأجنبية. تمول هذه المنظمة نفسها بالدرجة الأولى من خلال الابتزاز والاختطاف وأيضًا من خلال المشاركة في تجارة المخدرات غير المشروعة، إذ تجند العديد من جبهاتها أفرادًا جددًا بالقوة، وتوزع الدعاية وتسرق البنوك، وتطُلب من الشركات العاملة في المناطق الريفية، بما في ذلك المصالح الزراعية والنفطية والتعدينية، دفع «لقاحات» (مدفوعات شهرية) وذلك بحجة حمايتها من الهجمات وعمليات الاختطاف اللاحقة. ويُعدّ إغلاق الطرق السريعة مصدرًا آخر لدخل هذه المنظمة، حيث يوقف رجال حرب العصابات سائقي السيارات والحافلات من أجل مصادرة المجوهرات والأموال، لكن ذلك كان أقل ربحاً للمنظمة. يقدر أن 20 إلى 30 بالمئة من مقاتلي القوات المسلحة الثورية لكولومبيا تقل أعمارهم عن 18 عامًا، وكثير منهم لا تتجاوز أعمارهم 12 عامًا، أي ما مجموعه نحو 5000 طفل. وإن الأطفال الذين يحاولون الهروب من صفوف المتمردين يعاقبون بالتعذيب والإعدام.

#### الدرب الساطع
الحزب الشيوعي البيروفي، الذي يُعرف عمومًا بالدرب الساطع، هو منظمة حرب عصابات ماوية تسببت باندلاع الصراع الداخلي في البيرو في عام 1980. مع إدانة واسعة النطاق لوحشية الصراع، بما في ذلك العنف الذي وجه ضد الفلاحين ومنظمي اتحادات نقابات العمال والمسؤولين المنتخبين شعبيًا وعموم السكان المدنيين، وُضعت الدرب الساطع ضمن قائمة وزاة الخارجية الأمريكية للمنظمات الإرهابية الأجنبية. وبالمثل تعتبر البيرو والاتحاد الأوروبي وكندا الدرب الساطع منظمة إرهابية وتحظر تقديم أي تمويل لها أو أي دعم مالي آخر.
وفقًا للجنة الحقيقة والمصالحة في البيرو، حصدت عمليات الدرب الساطع ما بين 31,331 و37,840 من الأرواح.

### آسيا
يصف ستيفان إم. أودري الجيش الأحمر الياباني ونمور التاميل بأنهما المنظمات الإرهابية اليسارية الرئيسية في آسيا، على الرغم من أنه يشير إلى أن نمور التاميل قد تحولوا في وقت لاحق إلى منظمة إرهابية قومية.

#### الحزب الشيوعي الهندي (الماوي) والناكسالي
تنشط المجموعات الناكسالية المسلحة على امتداد أجزاء كبيرة من المناطق الريفية الوسطى والشرقية في الهند. مع استلهامه لاستراتيجية الحرب الشعبية للماوية، فإن أبرز هذه المجموعات هو الحزب الشيوعي الهندي (الماوي)، الذي تشكل عبر دمج منظمتين نكساليتين سابقتين، مجموعة الحرب الشعبية والمركز الشيوعي الماوي في الهند. تُعتبر الحركات الناكسالية المسلحة أكبر تهديد للأمن الداخلي في الهند. شارك المسلحون الناكساليون في العديد من الهجمات الإرهابية وانتهاكات حقوق الإنسان في الممر الأحمر الهندي. أشار مقال في مجلة فرونتلاين إلى التعلقة والتحصيل في بهامراغاد، حيث تعيش قبائل ماديا غوند، على أنها قلب الإقليم المتضرر من الناكساليين في ماهاراشترا.

#### الحزب الشيوعي في نيبال
كان الحزب الشيوعي في نيبال (الماوي) ضالعًا في مئات الهجمات على الحكومة وعلى أهداف مدنية.
بعد الأداء السيئ في الانتخابات للجناح الماوي للحزب الشيوعي النيبالي التابع للجبهة الشعبية المتحدة واستبعاده من انتخابات عام 1994، وجه الماويون أنظارهم إلى العصيان. وكانوا يهدفون إلى الإطاحة بالنظام الملكي والديمقراطية البرلمانية في نيبال وتغيير المجتمع النيبالي، بما في ذلك تطهير طبقة النخبة في البلاد واستيلاء الدولة على الصناعة الخاصة والتنظيم الجماعي للزراعة.

في نيبال، وقعت هجمات ضد السكان المدنيين كجزء من الاستراتيجية الماوية، الأمر الذي دفع بمنظمة العفو الدولية إلى إصدار بيان ينص على أن: 
الحزب الشيوعي النيبالي (الماوي) استهدف باستمرار المدارس الخاصة التي تعارضه أيديولوجيًا. في 14 أبريل 2005 طالب الحزب الشيوعي النيبالي (الماوي) بإغلاق جميع المدارس الخاصة، على الرغم من سحب هذا المطلب في 28 أبريل. وبعد هذا المطلب، قصف الحزب مدرستين في غرب نيبال في 15 أبريل، ومدرسة في نيبالغانغ في منطقة بانكي في 17 أبريل، ومدرسة في كاليانبور، شيتوان في 21 أبريل. وبحسب الأخبار المتناقلة فقد ألقت كوادر الحزب الشيوعي النيبالي (الماوي) قنبلة على الطلاب أثناء تلقيهم دروسًا في مدرسة في خارا، في منطقة روكم.

#### الجيش الأحمر الياباني
تأسس الجيش الأحمر الياباني في عام 1969 تحت مسمى «فصيل الجيش الأحمر» من قبل الطلاب نفد صبرهم من الحزب الشيوعي. وفي عام 1970 اختطفوا طائرة إلى كوريا الشمالية، حيث اعتقل تسعة من أعضائهم. وقُتل 14 عضوًا خلال تطهير داخلي. في عام 1971، أقام الفصيل الذي أعيدت تسميته إلى الجيش الأحمر الياباني صلات مع الجبهة الشعبية لتحرير فلسطين وأنشأ قاعدة في لبنان. تضمنت أعمالهم الإرهابية الرئيسية هجومًا مسلحًا على مطار تل أبيب وخطف طائرات إلى ليبيا وبنغلاديش وخطف السفير الفرنسي إلى لاهاي وتفجير ملهى ليلي لمنظمات الخدمة المتحدة في نابولي، إيطاليا.